# جيريمي فيندلاي
جيريمي فيندلاي هو عازف تشيلو كندي، ولد في 1971 في تورونتو في كندا.